# Reología

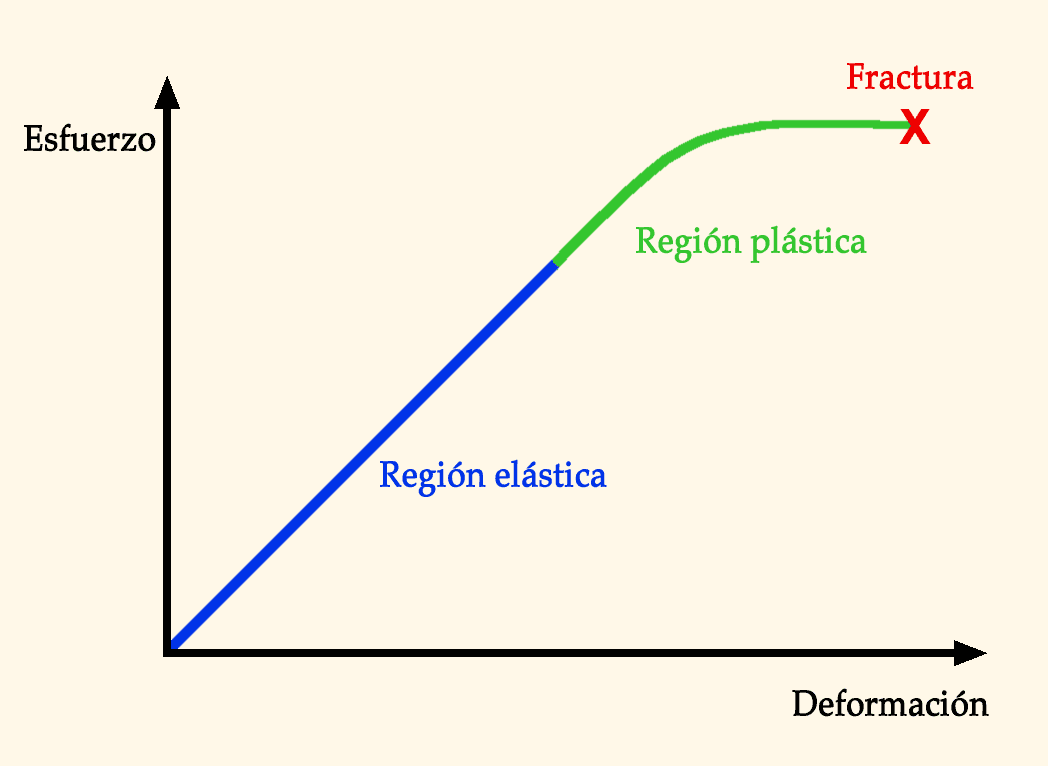
Relación entre esfuerzo y deformación en un sólido. Para unas condiciones dadas de presión y temperatura, el material responde a la aplicación de un esfuerzo primero con una deformación elástica (reversible, cuyo trabajo se acumula en forma de energía potencial) que es directamente proporcional al esfuerzo; luego con una deformación plástica (irreversible, que se disipa en forma de calor), que crece más deprisa que el esfuerzo; y por último, con una deformación rígida (rotura), que a diferencia de las anteriores, rompe la continuidad original del material.

La reología (palabra introducida por Eugene Bingham en 1929) es la rama de la física de medios continuos que se dedica al estudio de la deformación y el fluir de la materia tanto en estado sólido como líquido.
El término reología fue acuñado por Eugene C. Bingham, un profesor del Lafayette College, en 1920, por la sugerencia de su colega Markus Reiner.  El término estaba inspirado en el aforismo de Heráclito (a menudo atribuido erróneamente a Simplicio), Panta rei (πάντα ῥεῖ, 'todo fluye') y fue utilizado inicialmente para describir el flujo de líquidos y la deformación de sólidos. Se aplica a las substancias que poseen microestructuras complejas, tales como lodos, fangos, suspensiones, polímeros y otros formadores de vidrios (es decir, silicatos), y numerosos aditivos alimentarios, fluidos corporales (por ejemplo sangre) y otros materiales biológicos, y otros materiales que pertenecen a la clase de materia blanda como por ejemplo alimentos.
La reología suele explicar el comportamiento de los fluidos no newtonianos caracterizando el número mínimo de funciones necesarias para relacionar las tensiones con la velocidad de cambio de la deformación o las velocidades de deformación. Por ejemplo, el ketchup puede reducir su viscosidad mediante agitación (u otras formas de agitación mecánica, en las que el movimiento relativo de las distintas capas del material provoca realmente la reducción de la viscosidad), pero el agua no. El ketchup es un material que se diluye por cizallamiento, como el yogur y la emulsión de pintura. pintura (terminología estadounidense pintura de látex o pintura acrílica), que presentan tixotropía, donde un aumento de la velocidad relativa de flujo provocará una reducción de la viscosidad, por ejemplo, al agitar. Algunos otros materiales no newtonianos muestran el comportamiento opuesto, reopexia: la viscosidad aumenta con la deformación relativa, y se denominan materiales espesantes por cizallamiento o dilatantes.  Dado que Sir Isaac Newton originó el concepto de viscosidad, el estudio de los líquidos con viscosidad dependiente de la velocidad de deformación también suele denominarse Mecánica de fluidos no newtonianos.
La caracterización experimental del comportamiento reológico de un material se conoce como reometría', aunque el término reología se utiliza frecuentemente como sinónimo de reometría, sobre todo por parte de los experimentalistas. Los aspectos teóricos de la reología son la relación del comportamiento de flujo/deformación del material y su estructura interna (por ejemplo, la orientación y elongación de las moléculas de polímero), y el comportamiento de flujo/deformación de los materiales que no pueden describirse mediante la mecánica de fluidos o la elasticidad clásicas.

## Ámbito de aplicación
En la práctica, la reología se ocupa principalmente de extender la mecánica del continuo para caracterizar el flujo de materiales que presentan una combinación de elástica, viscosa y  comportamiento plástico combinando adecuadamente la elasticidad y la mecánica de fluidos (newtoniano). También se ocupa de predecir el comportamiento mecánico (en la escala mecánica del continuo) basándose en la micro o nanoestructura del material, por ejemplo, el tamaño y la arquitectura molecular de los polímeros en solución o la distribución del tamaño de las partículas en una suspensión sólida.
Los materiales con las características de un fluido fluirán cuando se sometan a un esfuerzo, que se define como la fuerza por área. Existen diferentes tipos de tensión (por ejemplo, cizallamiento, torsión, etc.), y los materiales pueden responder de forma diferente bajo diferentes tensiones. Gran parte de la reología teórica se ocupa de asociar fuerzas y pares externos con tensiones internas, gradientes de deformación internos y velocidades de flujo.
La reología une los campos aparentemente no relacionados de la  plasticidad y la  dinámica de fluidos no newtonianos al reconocer que los materiales que sufren este tipo de deformaciones son incapaces de soportar una tensión (en particular una cizalladura, ya que es más fácil analizar la deformación por cizalladura) en equilibrio estático. En este sentido, un sólido que experimenta deformación plástica es un fluido, aunque no se asocia ningún coeficiente de viscosidad a este flujo. La reología granular se refiere a la descripción mecánica continua de materiales granulares.
Una de las principales tareas de la reología es establecer por medición las relaciones entre deformaciones (o velocidades de deformación) y tensiones, aunque también se requieren una serie de desarrollos teóricos (como asegurar invariantes de marco) antes de utilizar los datos empíricos. Estas técnicas experimentales se conocen como reometría y se ocupan de la determinación de funciones reológicas del material bien definidas. Tales relaciones son entonces susceptibles de tratamiento matemático por los métodos establecidos de la mecánica del continuo.
La caracterización del flujo o la deformación originada por un campo de esfuerzo cortante simple se denomina reometría cortante (o reología cortante). El estudio de los flujos extensionales se denomina reología extensional'. Los flujos de cizalla son mucho más fáciles de estudiar y, por tanto, se dispone de muchos más datos experimentales para los flujos de cizalla que para los flujos extensionales.

## Concepto
Una definición más moderna expresa que la reología es la parte de la física que estudia la relación entre el esfuerzo y la deformación en los materiales que son capaces de fluir. La reología es una parte de la mecánica de medios continuos. Una de las metas más importantes en reología es encontrar ecuaciones constitutivas para modelar el comportamiento de los materiales. Dichas ecuaciones son en general de carácter tensorial.
Las propiedades mecánicas estudiadas por la reología se pueden medir mediante reómetros, aparatos que permiten someter al material a diferentes tipos de deformaciones controladas y medir los esfuerzos o viceversa. Algunas de la propiedades reológicas más importantes son:
- Viscosidad aparente (relación entre esfuerzo de corte y velocidad de corte)
- Coeficientes de esfuerzos normales
- Viscosidad compleja (respuesta ante esfuerzos de corte oscilatorio)
- Módulo de almacenamiento y módulo de perdidas (comportamiento viscoelástico lineal)
- Funciones complejas de viscoelasticidad no lineal

Los estudios teóricos en reología en ocasiones emplean modelos microscópicos para explicar el comportamiento de un material. Por ejemplo, en el estudio de polímeros, estos se pueden representar como cadenas de esferas conectadas mediante enlaces rígidos o elásticos.
Si nos fijamos en el sentido etimológico de la palabra «reología», podríamos definirlo como la ciencia del flujo. La reología describe la deformación de un cuerpo bajo la influencia de esfuerzos, pero la reología no está limitada a los polímeros, se puede aplicar a todo tipo de material, sólido, líquido o gas.
Un sólido ideal se deforma elásticamente y la energía requerida para la deformación se recupera totalmente cuando se retira el esfuerzo aplicado. Mientras que los fluidos ideales se deforman irreversiblemente, fluyen, y la energía requerida para la deformación se disipa en el interior del fluido en forma de calor y no se puede recuperar al retirar el esfuerzo. Pero solo unos pocos líquidos se comportan como líquidos ideales; la inmensa mayoría de los líquidos muestra un comportamiento reológico que se clasifica en una región intermedia entre los líquidos y los sólidos: son a la vez elásticos y viscosos, por lo que se los denomina «viscoelásticos». Por otra parte, los sólidos reales pueden deformarse irreversiblemente bajo la influencia de fuerzas de suficiente magnitud; en definitiva, pueden fluir.
En esta clasificación de los comportamientos reológicos de los materiales con relación a su respuesta a los esfuerzos aplicados se ha de introducir un nuevo parámetro: la escala de tiempo en la cual se aplica la deformación. Para ello, se define una nueva magnitud que tiene en cuenta el tiempo de observación; se trata del número de Deborah: De = λ/t, donde λ es el tiempo de relajación y t es el tiempo de observación.
En este sentido, podemos decir que los sólidos tienen un tiempo de relajación infinito, mientras que en el caso de los líquidos, este valor se aproxima a cero; por ejemplo, el tiempo de relajación del agua es de 10-12 s. Por otra parte, si consideramos procesos de deformación característicos asociados a los típicos tiempos de observación, podemos decir que un número de Deborah grande define un comportamiento tipo sólido y un número de Deborah pequeño define un comportamiento tipo líquido.
El siguiente ejemplo puede ayudar a entender lo explicado hasta ahora: las vidrieras de la catedral de Chartres en Francia han fluido desde que fueron producidas hace 600 años. En la época medieval estas vidrieras tenían un espesor uniforme a lo largo de toda su longitud, pero hoy en día las moléculas de vidrio han fluido por efecto de la gravedad, de manera que el espesor en la parte inferior es más del doble del espesor en la parte superior. El tiempo de observación tan grande hace que el número de Deborah sea pequeño, por lo que sólidos como el vidrio se pueden clasificar como líquidos.
Como conclusión se puede decir que sustancias como el agua o el vidrio no se pueden clasificar como líquidos o sólidos, sino que, como mucho, podemos decir que tienen un comportamiento de líquido o sólido bajo unas determinadas condiciones de esfuerzo, deformación o tiempo.

## Viscoelasticidad
- El carácter fluido y sólido son relevantes a tiempos largos:
Consideramos la aplicación de una tensión constante (un llamado experimento de fluencia):
  - si el material, después de una cierta deformación, resiste finalmente una nueva deformación, se considera un sólido.
  - si, por el contrario, el material fluye indefinidamente, se considera un fluido
- Por el contrario, el comportamiento elástico y viscoso (o intermedio,  viscoelástico) es relevante en tiempos cortos (comportamiento transitorio):
Volvemos a considerar la aplicación de una tensión constante:.[9]
  - si la tensión de deformación del material aumenta linealmente con el incremento de la tensión aplicada, entonces el material es elástico lineal dentro del rango que muestra las deformaciones recuperables. La elasticidad es esencialmente un proceso independiente del tiempo, ya que las deformaciones aparecen en el momento en que se aplica la tensión, sin ningún retardo temporal.
  - Si la velocidad de deformación del material aumenta linealmente con el incremento de la tensión aplicada, entonces el material es viscoso en el sentido newtoniano. Estos materiales se caracterizan por el retardo temporal entre la tensión constante aplicada y la deformación máxima.
  - Si los materiales se comportan como una combinación de componentes viscosos y elásticos, entonces el material es viscoelástico. Teóricamente tales materiales pueden mostrar tanto una deformación instantánea como material elástico como una deformación retardada dependiente del tiempo como en los fluidos.
- Plasticidad es el comportamiento observado después de que el material es sometido a un límite elástico:
Un material que se comporta como un sólido bajo bajas tensiones aplicadas puede empezar a fluir por encima de un cierto nivel de tensión, llamado límite elástico' del material. El término sólido plástico se utiliza a menudo cuando este umbral de plasticidad es bastante alto, mientras que fluido de fluencia se utiliza cuando el umbral de tensión es bastante bajo. Sin embargo, no existe ninguna diferencia fundamental entre ambos conceptos.

## Números adimensionales

### Número de Deborah
En un extremo del espectro tenemos un flujo no viscoso o un simple fluido newtoniano y en el otro extremo, un sólido rígido; por tanto, el comportamiento de todos los materiales se sitúa en algún punto intermedio entre estos dos extremos. La diferencia en el comportamiento del material se caracteriza por el nivel y la naturaleza de la elasticidad presente en el material cuando se deforma, lo que lleva el comportamiento del material al régimen no newtoniano. El número de Deborah adimensional está diseñado para dar cuenta del grado de comportamiento no newtoniano en un flujo.  El número de Deborah se define como el cociente entre el tiempo característico de relajación (que depende exclusivamente del material y de otras condiciones como la temperatura) y el tiempo característico de experimento u observación. Los números de Deborah pequeños representan un flujo newtoniano, mientras que el comportamiento no newtoniano (con presencia de efectos viscosos y elásticos) se produce para los números de Deborah de rango intermedio, y los números de Deborah altos indican un sólido elástico/rígido. Dado que el número de Deborah es una magnitud relativa, el numerador o el denominador pueden alterar el número. Un número de Deborah muy pequeño puede obtenerse para un fluido con un tiempo de relajación extremadamente pequeño o un tiempo experimental muy grande, por ejemplo.
Cuando el comportamiento reológico de un material incluye una transición de elástico a viscoso a medida que aumenta la escala de tiempo (o, más generalmente, una transición de un comportamiento más resistente a otro menos resistente), se puede definir la escala de tiempo pertinente como tiempo de relajación del material. En consecuencia, la relación entre el tiempo de relajación de un material y la escala temporal de una deformación se denomina número de Deborah. Los números de Deborah pequeños corresponden a situaciones en las que el material tiene tiempo para relajarse (y se comporta de forma viscosa), mientras que los números de Deborah altos corresponden a situaciones en las que el material se comporta de forma más bien elástica.
Nótese que el número de Deborah es relevante para materiales que fluyen en escalas de tiempo largas (como un fluido de Maxwell) pero no para el tipo inverso de materiales (material de Kelvin-Voigt) que son viscosos en escalas de tiempo cortas pero sólidos a largo plazo.

### Número de Reynolds
En la mecánica de los fluidos, el número de Reynolds es una medida de la relación entre las fuerzas de inercia ({\displaystyle v_{s}\rho }) a las fuerzas viscosas ({\displaystyle {\frac {\mu }{L}}}) y, por lo tanto, cuantifica la importancia relativa de estos dos tipos de efectos para unas condiciones de flujo determinadas.  Con números de Reynolds bajos, dominan los efectos viscosos y el flujo es laminar, mientras que con números de Reynolds altos predomina la inercia y el flujo puede ser turbulento. Sin embargo, dado que la reología se ocupa de fluidos que no tienen una viscosidad fija, sino una que puede variar con el flujo y el tiempo, el cálculo del número de Reynolds puede resultar complicado.
Es uno de los números adimensionales más importantes en dinámica de fluidos y se utiliza, normalmente junto con otros números adimensionales, para proporcionar un criterio para determinar la similitud dinámica. Cuando dos patrones de flujo geométricamente similares, en fluidos quizás diferentes con caudales posiblemente diferentes, tienen los mismos valores para los números adimensionales relevantes, se dice que son dinámicamente similares.
Por lo general se expresa como:
{\displaystyle \mathrm {Re} ={\frac {\rho {\frac {u_{s}^{2}}{L}}}{\mu {\frac {u_{s}}{L^{2}}}}}={\frac {\rho u_{s}L}{\mu }}={\frac {u_{s}L}{\nu }}}
donde:
- us – velocidad media del fluido, [m s−1]
- L – longitud característica, [m]
- μ – viscosidad dinámica absoluta del fluido, [N s m−2] or [Pa s]
- ν – viscosidad cinemática del fluido: {\displaystyle v={\frac {\mu }{\rho }}}, [m2 s−1]
- ρ – densidad del fluido, [kg m−3].